# Église Saint-Julien de Talencieux
L'église Saint-Julien est érigée dans la commune de Talencieux, département de l'Ardèche en région Auvergne-Rhône-Alpes. Son architecture de style néobyzantin serait l'œuvre de l'architecte  annonéen Elie Borione (1866-1908). L'édifice est situé au chef-lieu de la commune de Talencieux, à proximité de la route départementale n° 370 B.

## Historique

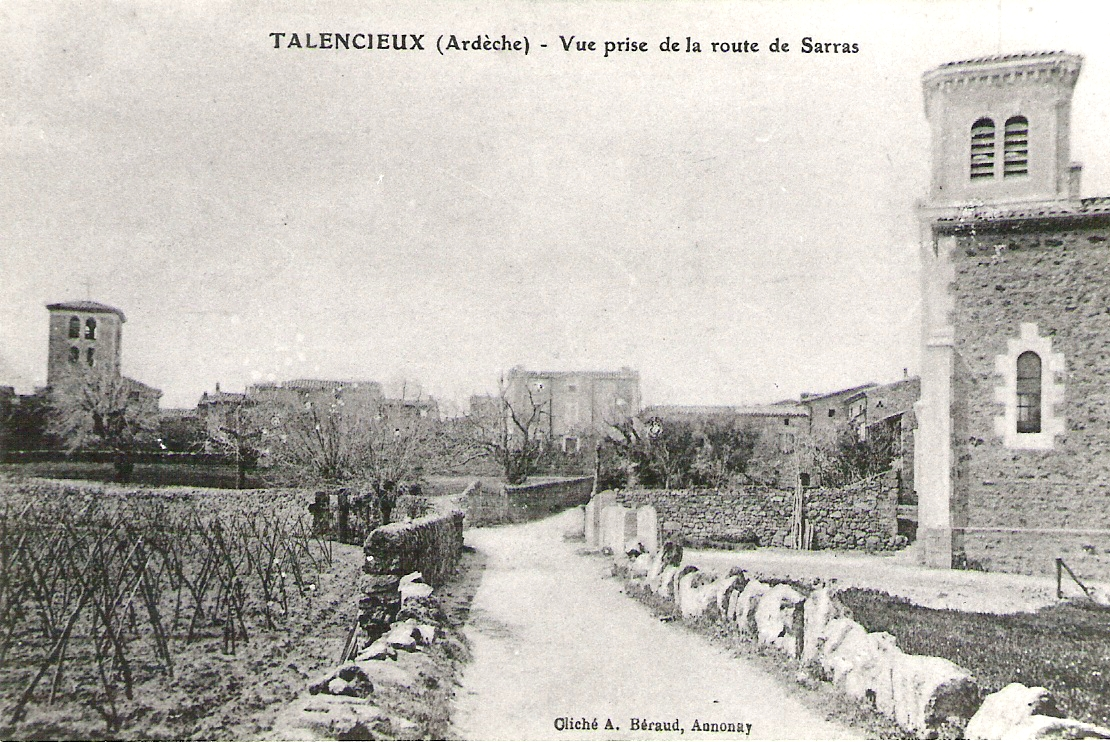
En 1910, l'ancienne église (à gauche) coexiste avec la nouvelle, qui n'a pas encore sa coupole.

L’église Saint-Julien remplace une autre église du même vocable, qui était située au cœur du village et dont la date de construction reste inconnue. Ce lieu de culte historique était rattaché au prieuré d'Andance au Moyen Âge puis au collège de Tournon entre la Renaissance et la Révolution. Il n'est reste aujourd'hui que quelques photos et des objets comme les cloches, des lustres, un retable... des éléments soit réutilisés, soit dispersés dans différents lieux de la commune...
L’édifice actuel a été bâti après la séparation des Églises et de l’État (sans argent public donc) grâce à la générosité des paroissiens et en particulier du Dr Gaston Lacaze (1869-1952), de son épouse Louise et de leur famille. Propriété personnelle du Dr Lacaze au départ (car absence de statut juridique pour les paroisses et les diocèses catholiques de France à la suite de la loi de séparation des Églises et de l'État), cette église a été ouverte au culte pour l'Ascension 1909 à l'issue de sa bénédiction. Elle devient propriété diocésaine en 1926 puis propriété communale depuis 1985. Ce lieu de culte a pris son aspect actuel à l’issue de la rénovation de 1986 et de l’achèvement de l’installation du retable de l'ancienne église en 1993. Dix ans plus tard, l'église est devenue un lieu de culte de la paroisse Saint-Christophe lès Annonay...
Le 4 juillet 2015, ouverture de l'édifice dans le cadre de « Nuit des églises »  en lien avec la Conférence des évêques de France. Suivant la thématique "Le Vin et la Bible", le programme prévoit une visite de l'église avec un historique illustré de photos, une présentation du retable provenant de l'ancienne église, un exposé : "Le travail dans la vigne"... Le tout se termine par le verre de l'amitié.
En 2021, création de la paroisse « Bienheureux Gabriel Longueville » du Bassin d'Annonay par fusion des paroisses « Sainte-Claire » d’Annonay, de Roiffieux et de La Vocance et « Saint-Christophe-lès-Annonay » (1er mai) .

## Description générale

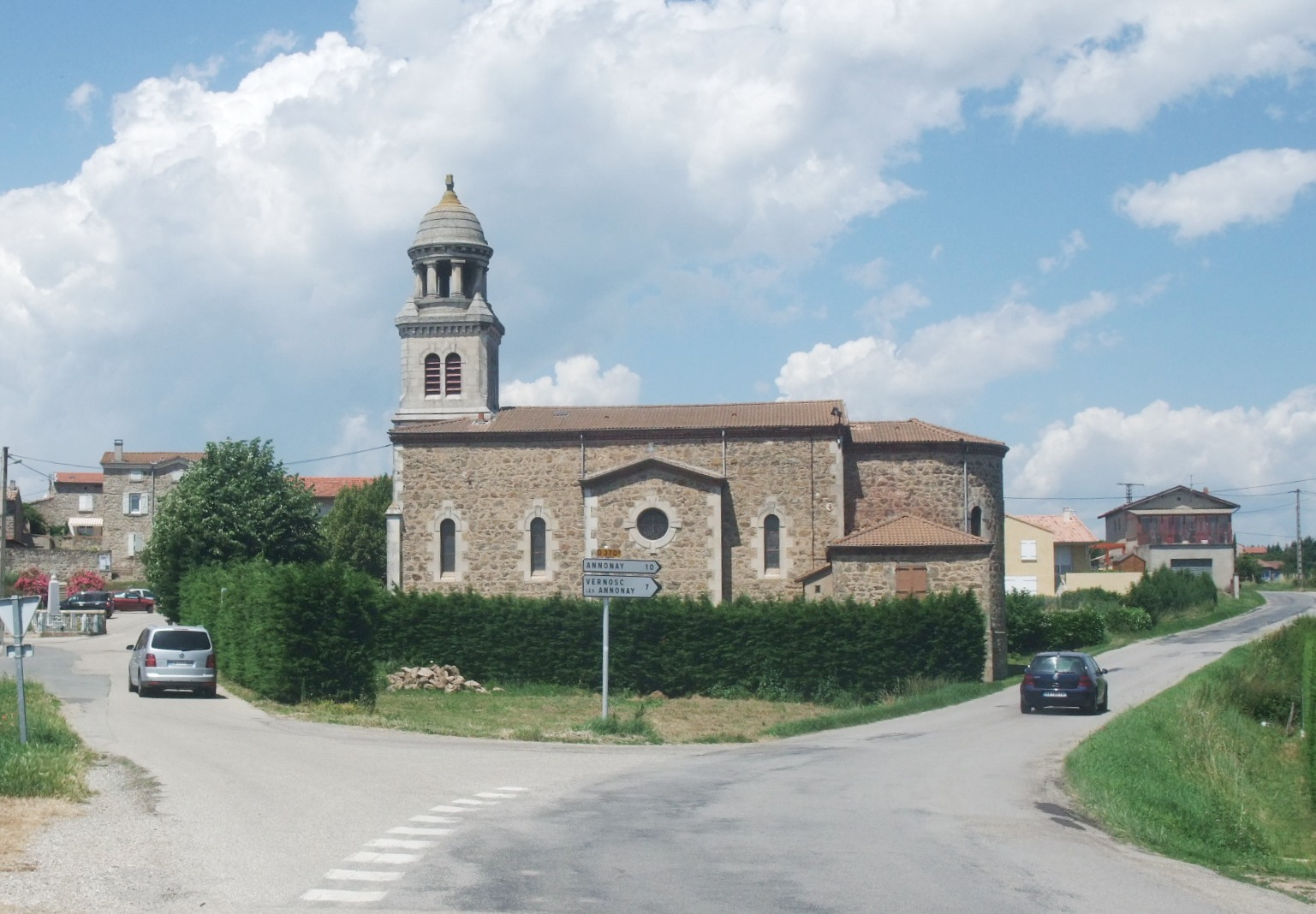
Un monument bâti en début de XXe siècle.

Composée d’un clocher sur la façade principale surmontant le portail d’entrée et une tribune intérieure, l’église est à nef unique, voûtée en plein cintre, terminée par une abside en cul de four le tout caractéristique du style roman. Deux petites chapelles latérales prennent naissance dans la nef. Sa surface au sol est d’environ 160 m2 et sa capacité d’accueil est de 200 à 250 personnes.
Le clocher est surmonté d'un dôme original, unique dans la région qui rappelle le campanile de la basilique du Sacré-Cœur de Paris ou la cathédrale Saint-Front de Périgueux. Apparemment Mme Louise Lacaze, originaire de Paris, avait souhaité avoir un "élément parisien" visible de sa propriété de Blacieux.

## Vocable
Saint Julien de Brioude était un soldat romain, né à Vienne en Isère et martyrisé à Brioude en Haute-Loire au IIIe siècle.

## Visite de l'édifice

### Le sanctuaire

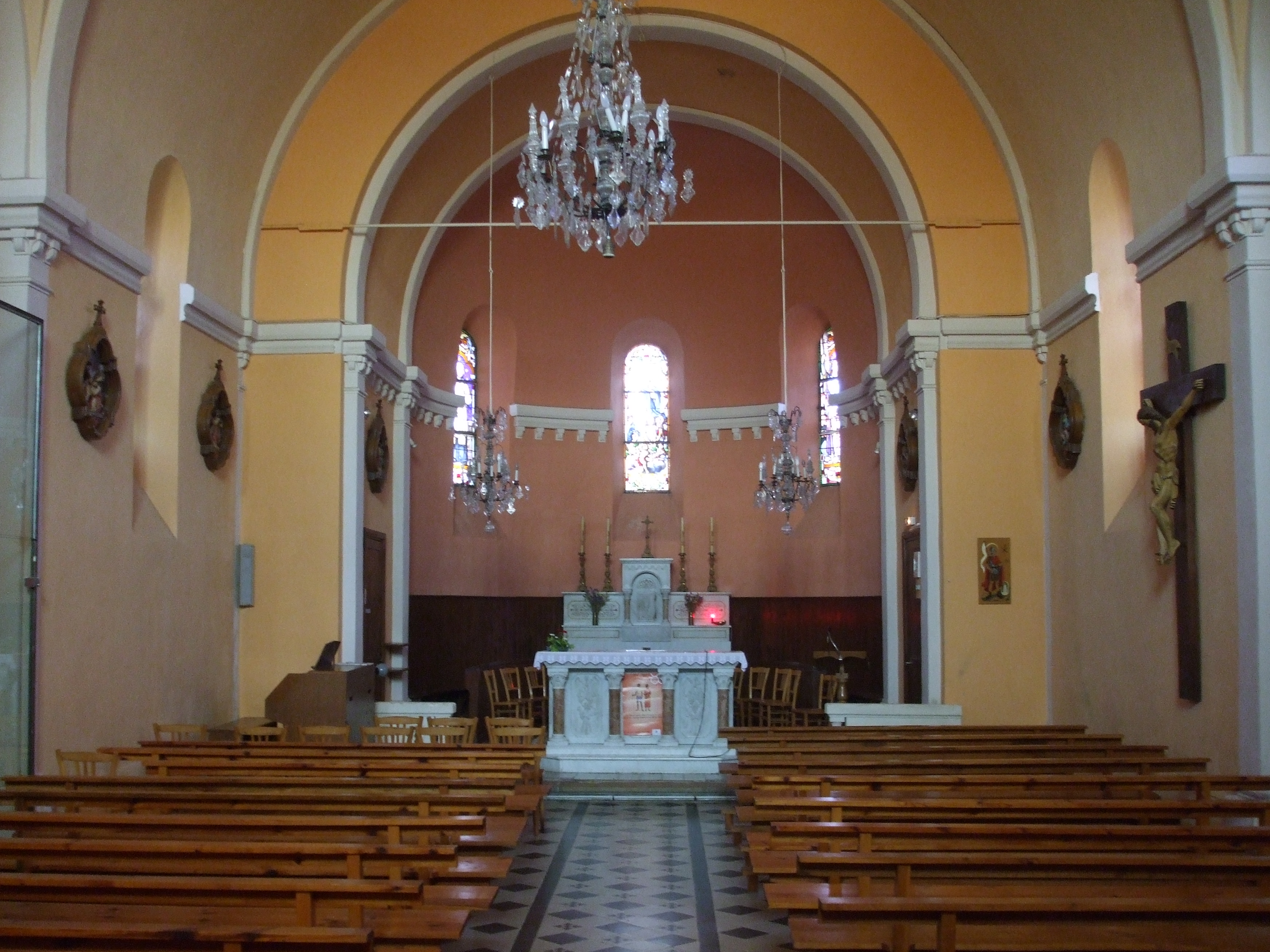
Un intérieur restauré avec une appréciable sobriété.

Cet espace est limité par une partie de l’ancienne table de communion (début XXe siècle) de style néo romano byzantin et par les stalles, vraisemblablement œuvres d’un ébéniste local, placées vers 1908 - 1909. Nous trouvons des éléments aux fonctions liturgiques précises :
- L’ambon, à droite, est le lieu de la Parole. D’ici sont proclamés pendant les célébrations les épîtres et l’Évangile : la Parole de Dieu pour les chrétiens. L’homélie, un commentaire de ces textes, y est également prononcée.
- L’autel en marbre blanc, table de l’Eucharistie, a été construit au début du XXe siècle. Il est l’œuvre des sculpteurs Baussan & Bouvas de Bourg-Saint-Andéol. Baussan & Bouvas ont réalisé d’autres autels dans la région comme ceux des églises Notre-Dame et Saint-Joseph d'Annonay. À la suite de la réforme liturgique de 1965, il a été séparé de son retable et de son tabernacle en 1986, afin que la messe puisse être célébrée « face au peuple ». Recentré, la face principale tournée vers la nef, est partagée en trois par des colonnettes de marbre veiné rouge marron aux chapiteaux de style corinthien. Trois bas relief représentent, au centre le Christ symbolisé par deux lettres XP, les deux premières lettres du mot Christ en grec : le chrisme. Le chrisme évoque le Christ, rédempteur universel (X : symbolise les quatre points cardinaux) et Dieu Fils unique (P), début et fin (alpha et omega). De chaque côté, les bas reliefs représentent des grappes de raisin et des épis de blé, symboles eucharistiques : le vin et le pain. La face arrière est décorée par une belle pièce de broderie représentant le Sacré-Cœur provenant d’un ancien vêtement liturgique : une chasuble.
- Le tabernacle inséré dans le retable en marbre blanc au centre de l'abside est là pour abriter la réserve Eucharistique. Sa porte est décorée par un bas relief représentant un ciboire surmonté de l’hostie et du symbole IHS : Le pain devenu "Corps du Christ, Jésus étant le Sauveur des Hommes : Jesus (Iesus) Hominum Salvator (IHS)". L’ensemble est encadré par deux colonnettes de style corinthien qui rappellent celles de l’autel. La veilleuse à proximité rappelle aux fidèles la présence effective du Pain dans l’église donc de Dieu en la personne de Jésus-Christ.

### Vitraux
Les vitraux, datant de 1908, sont l'œuvre d’Augustin Thiery, artiste verrier lyonnais. Ils représentent : 
- Saint Antoine de Padoue.
- Saint Augustin et Sainte Monique.
- Saint Louis, roi de France.
- Saint Jean-François Régis.
- Saint Jean Marie Vianney.
- L’Assomption de Marie.
- Sainte Jeanne d’Arc.

À eux, s'ajoutent deux autres vitraux au dessin abstrait, datant de 1992, œuvres des établissements Thomas, artistes verriers valentinois.

### Sculptures

#### Statues
Plusieurs statues décorent l'église :
- Sainte Thérèse de l’Enfant Jésus.
- Marie datant des années 1908 – 1909 et œuvre du statuaire lyonnais Ch. Barbarin.
- Saint Jean-Marie Vianney.
- Sainte Jeanne d’Arc, œuvre du statuaire P. Rouillard d’Angers.
- Saint Jean-François Régis, œuvre du statuaire Ch. Barbarin de Lyon.

Une lettre datée du 9 août 1910 retrouvée dans un registre de catholicité est une réponse à une demande d’autorisation de bénédiction de trois statues sans préciser lesquelles. L’une d’entre elles se trouve-t-elle ici ?

#### Chemin de croix
Le Chemin de Croix rappelle différents épisodes en quatorze stations du premier vendredi saint : la Passion du Christ. Ici, il est l'œuvre du statuaire lyonnais Ch. Barbarin. Il a été béni en mars 1910 par les Pères Mirabel–Chambaud, curé-archiprêtre de Notre-Dame d’Annonay, Vincent, curé de Talencieux et Thoué, prêtre âgé et retiré à Talencieux, son village natal. Le procès-verbal est consigné dans le registre de catholicité de l'époque.

#### Ancien retable

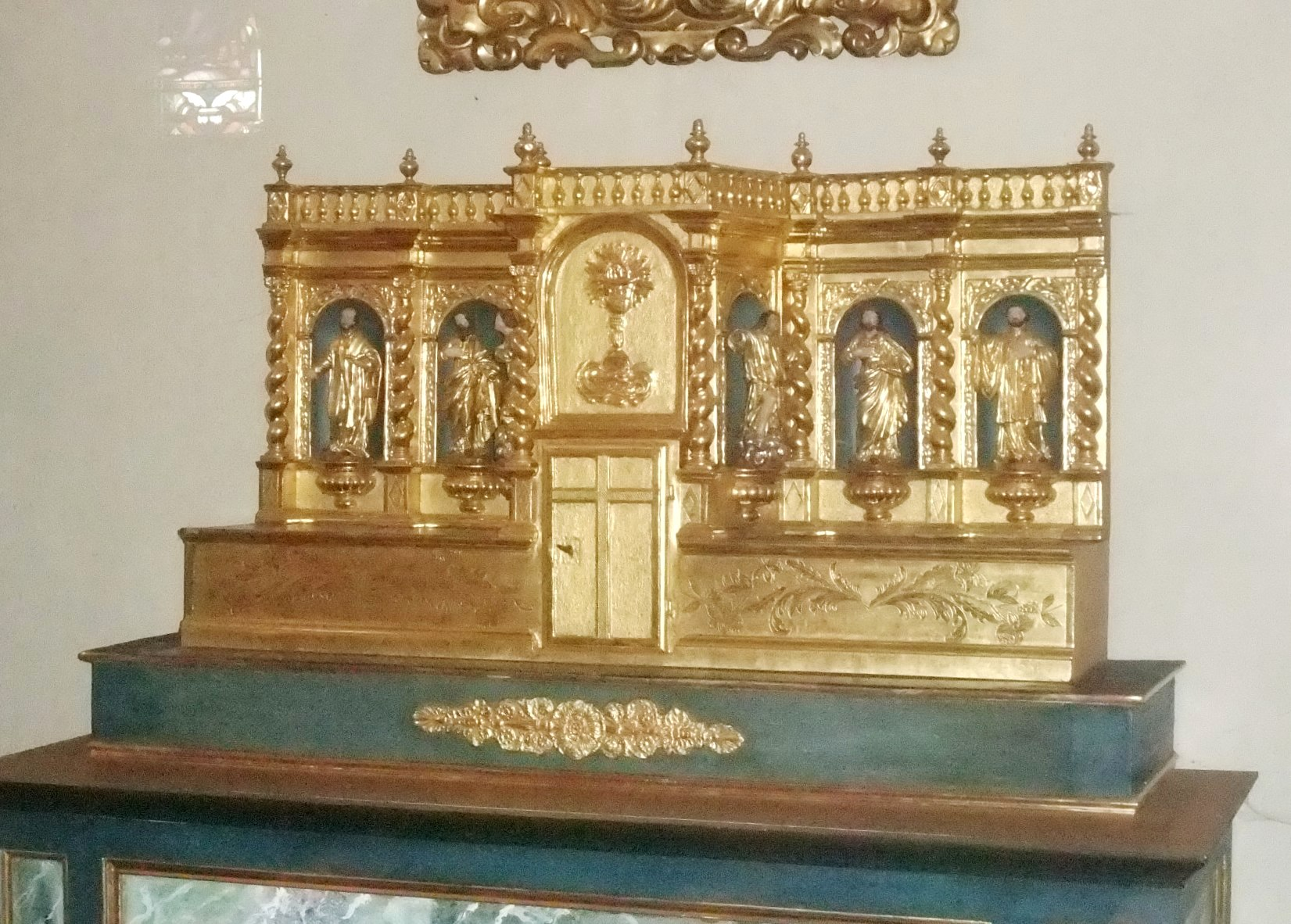
Un retable en bois doré de 1630.

Sur un autel construit par Arts et Bâtiments d’Issoire et sous la conduite de M. Karoutzos, est posé le retable décrit par Albin Mazon dans « Voyage autour d’Annonay » comme: « splendide datant de 1630, amené d’Avignon où il avait été créé par un artiste italien ». Ce retable avait été construit pour l’ancienne église et ne fut jamais transféré dans la nouvelle en 1909. Demeurant introuvable durant des décennies malgré des recherches, il a été découvert par hasard en 1987 dans les combles d'une demeure de Blacieux. Ces éléments inscrits à l’Inventaire Supplémentaire des Antiquités et Objets d’Art du département de l’Ardèche en mai 1990, ont été restaurés par l’atelier Spievac de Chabeuil.
La porte du tabernacle est surmontée d’un bas relief représentant un ciboire. De chaque côté six niches abritent six statuettes. L’ensemble est doré. La technique décorative utilisée dite « à la feuille » consiste à appliquer une mince feuille d’or sur un support en bois. Elle est très ancienne car mise au point sous les Carolingiens.
De chaque côté de la vitrine prennent place deux colonnes aux chapiteaux dorés de style corinthiens. Leur base est décorée par une tête d’ange. À leur sommet se trouvent deux anges adorateurs, impressionnants par leur taille et leur beauté. Le retable est en fait incomplet comme en témoignent des photos retrouvées dans les archives paroissiales.

### Tableaux
Au centre de la vitrine blindée protégeant l'ancien retable, a été placé un tableau dont le cadre est également doré à la feuille : La Sainte Famille. Il pourrait être un don de Mlle Barth, une parente du Dr Lacaze, qui a beaucoup œuvré pour la construction de l’église.
L’édifice est également décoré par un autre tableau, œuvre de l’Abbaye Notre-Dame de Venière, datant de la fin du XXe siècle : Saint Julien de Brioude, patron de l’église.

### Cloches

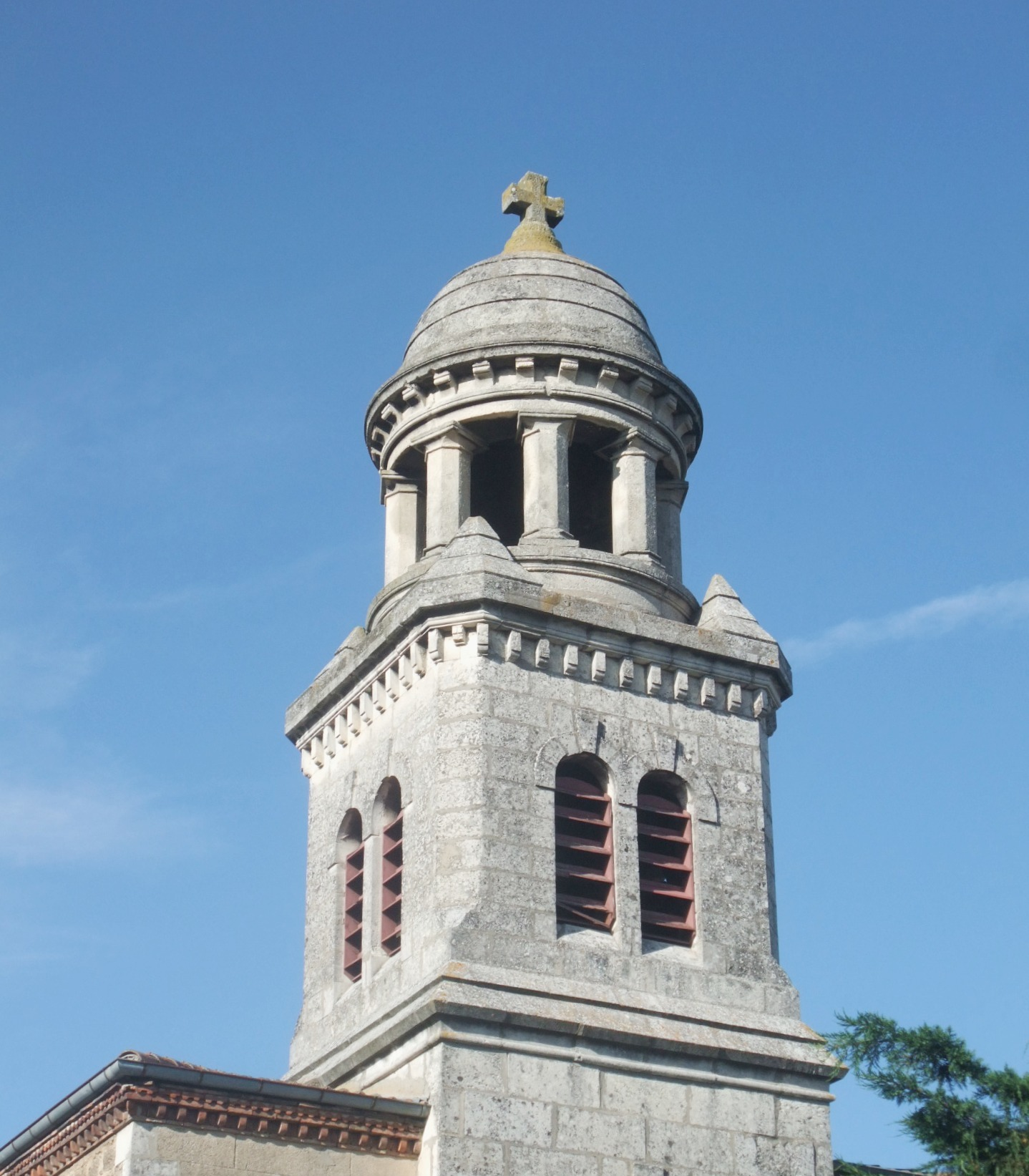
Un clocher imité du néo-byzantin.

Le clocher abrite deux cloches. La première, fondue en 1668 par la Maison Huard, pèserait 190 kg, et son diamètre est de 670 mm. Elle porte en inscription : « Per signum Crucis de inimicis nostris libera nos Deus noster In nomine Patris et Fili et Spirictus Sanctis. Amen 1668 Charitas Huard - Par le signe de la croix, délivre-nous de nos malheurs, toi notre Dieu, Au nom du Père, du Fils et du Saint Esprit. Amen 1668 Charité  Huard ».
La deuxième, fondue en 1874 par la maison Guillet Père et Fils de Lyon, pèserait 660 kg et son diamètre est de 1020 mm. Elle porte en inscription : « Sit Nomen Domini Benedictym - Béni soit le nom du Seigneur » - Parrain : M. Gaston Lacaze Maire d’Annonay - Curé : M. Bruyère - Marraine : Mme Laurent Duret - Maire : P. Octrue - Guillet Père et Fils Fondeurs à Lyon - 1874.

## Chronologie des curés

### ? – 1994
Un curé, non résidant à partir de 1978,  aidé parfois d'un vicaire a la charge de la paroisse dont le territoire correspond approximativement à celui de la commune à laquelle s'ajoutera une partie du territoire communal de Thorrenc à partir de 1966.

### 1994 – 2003
Une équipe presbytérale dont les membres sont « curés in solidum » (responsables solidairement) a la charge de l’ensemble des paroisses catholiques de la banlieue d’Annonay (ensemble inter-paroissial d'Annonay - rural).

### 2003 – 2021
Avec la création de la paroisse Saint-Christophe dont le territoire comprend la banlieue d'Annonay, à l'exception de Roiffieux et de la vallée de La Vocance, une équipe d’animation pastorale (E.A.P.) composée de laïcs en mission et de prêtres nommés « curés in solidum » à la charge de la paroisse nouvelle.

### Depuis 2021
Avec la création de la paroisse « Bienheureux Gabriel Longueville » dont le territoire correspond au bassin de vie d'Annonay, une équipe d’animation pastorale (E.A.P.) présidée par un prêtre nommé « curé » à la charge de la paroisse nouvelle.